# Hemisorubim platyrhynchos
Hemisorubim platyrhynchos är en fiskart som först beskrevs av Valenciennes, 1840.  Hemisorubim platyrhynchos ingår i släktet Hemisorubim och familjen Pimelodidae. Inga underarter finns listade i Catalogue of Life.